# Bollullos de la Mitación
Bollullos de la Mitación es un municipio español de la provincia de Sevilla, Andalucía.

## Historia
Bollullos es una villa de origen turdetano. Según la obra de Casiri, “Bollullos” significa Torre pequeña, no así su aditamento de “La Mitación”. Una mitación es una circunscripción que no tiene una unidad de población sino que está compuesta por varias aldeas con una de ellas como cabeza de término. Por tanto la mitación comprende varias aldeas: Torrearcas, Aljuven, Torreblanca, Almanchar, Seismalos, Almonjón, Palmaraya, Almonasterejo, Rianzuela, Cuatrovitas. Estas aldeas existían como tales a finales del siglo XV. 
Esta es la razón de la peculiaridad de Bollullos, en su término encontramos restos de poblaciones árabes, como el caso de Cuatrovitas, pertenecientes a la época almohade e igualmente hay que constatar la existencia de varias villas romanas de carácter agrícola que son las Haciendas muy numerosas en Bollullos. Los duques de Medina Sidonia eran los poseedores de esta villa tras ser entregada por el Rey a Guzmán el Bueno. Del mismo modo hay que decir que el conde-duque de Olivares compró la jurisdicción de la villa de Bollullos.
En 1594 formaba parte del Reino de Sevilla en la Mitación de Bollullos del Axarafe y contaba con 156 vecinos pecheros.

Se podría decir que el municipio se ha convertido en una ciudad dormitorio. Este es el motivo de su extremo crecimiento de población en los últimos 25 años.

## Geografía humana

### Demografía
Cuenta con una población de 11 251 habitantes (INE 2024).
| Gráfica de evolución demográfica de Bollullos de la Mitación entre 1842 y 2021                                        |
| |
| Población de derecho según los censos de población del INE. Población de hecho según los censos de población del INE. |

| 6,639                     | 7,084 | 7,729 | 8,334 | 8,849 | 9,142 | 9,470 | 9,756 | 9,882 | 10,031 | 10,199 | 10 330 | 10 512 | 10,647 | 10 787 |
| (Fuente: INE [Consultar]) |       |       |       |       |       |       |       |       |        |        |        |        |        |        |

| Distribución de la población de Bollullos de la Mitación |             |
| Núcleos de población                                     | Hab. (2020) |
| Bollullos de la Mitación                                 | 9.928       |
| Urbanización Entrecaminos                                | 90          |
| Urbanización La Juliana                                  | 810         |
| Población diseminada                                     | 103         |
| Total municipal                                          | 10.931      |

### Transportes
- Autobús: Desde Bollullos parten tres líneas de autobuses interurbanos (M-157, M-158 y M-159) que conectan el municipio con otros municipios del Aljarafe y con la ciudad de Sevilla. También pasan por Bollullos algunos autobuses de la línea M-169, con origen en Villamanrique de la Condesa o Pilas. El servicio resulta muy deficiente por su lentitud, la poca fiabilidad de los horarios y el largo recorrido por otros pueblos antes de llegar a su destino.

- Por el término municipal pasa la Autopista del Quinto Centenario, a la que se accede por el ramal A-8059.

### Economía

#### Evolución de la deuda viva municipal
El concepto de deuda viva contempla sólo las deudas con cajas y bancos relativas a créditos financieros, valores de renta fija y préstamos o créditos transferidos a terceros, excluyéndose, por tanto, la deuda comercial.
| Gráfica de evolución de la deuda viva del Ayuntamiento de Bollullos de la Mitación entre 2008 y 2023                |
| |
| Deuda viva del Ayuntamiento de Bollullos de la Mitación, en miles de euros, según datos del Ministerio de Hacienda. |

## Fiestas
En Bollullos de la Mitación hay que destacar sus fiestas populares y sobre todo su romería, "la Romería de Ntra. Sra. de Cuatrovitas" patrona de la localidad, que se celebra el cuarto domingo de octubre. Data del año 1595, por lo que pasa por ser una de las romerías más antiguas de la provincia de Sevilla y de Andalucía. 
Otra fiesta a destacar es su feria, que cae en el tercer domingo del mes de septiembre, coincidiendo con sus fiestas patronales en honor a la Virgen de Cuatrovitas. Tradicionalmente, ambas fiestas se celebraban conjuntamente el tercer domingo de septiembre, pero a finales de los años 90 el gobierno del Partido Popular las separó, pasando la Feria a celebrarse la última semana de agosto. Desde el año 2011 la feria ha quedó suspendida, celebrándose solamente los actos religiosos. Pero en 2015 el gobierno de IU-PSOE la recuperó en su fecha tradicional.
También cabe destacar su Semana Santa, que en Bollullos se celebra con procesiones el Jueves Santo y Viernes Santo. El Jueves Santo al caer la tarde procesiona la Hermandad de Nuestro Padre Jesús del Gran Poder y Nuestra Madre y Señora de la Merced en su Amargura Coronada, desde la capilla de Roncesvalles, y el Viernes Santo lo hace la Hermandad de la Soledad con las imágenes del Cristo del Amor y la Virgen de la Soledad. Las dos hermandades cuentan con gran raigambre popular.
El veinticinco de julio, festividad de Santiago, se produce el traslado de la imagen de la Virgen de Cuatrovitas desde su ermita hasta el pueblo; el paso de la Patrona es llevado a hombros por las mujeres del pueblo.
La onomástica de la Virgen de la Merced es el 24 de septiembre y sale en procesión gloriosa el sábado siguiente. El día del Corpus Christi se celebra con función de iglesia y procesión eucarística.

## Patrimonio
Suponen elementos de interés cultural:
- Parroquia de San Martín de Tours (donde se encuentran cuatro tablas del taller de Francisco de Zurbarán).
- Capilla de Santa María de Roncesvalles (antiguo hospital de San Sebastián).
- Ermita de Nuestra Señora de Cuatrovitas (antigua mezquita almohade). Esta ermita y su torre fueron declaradas Monumento Histórico Artístico, el 3 de junio de 1931, pasando hoy a ser Bien de Interés Cultural.[6]
- Restos arqueológicos junto a la ermita de Cuatrovitas y en la finca de Baena, llamada Aljuven, donde fueron hallados restos romanos.
- Haciendas de la época señorial.

## Hermandades locales

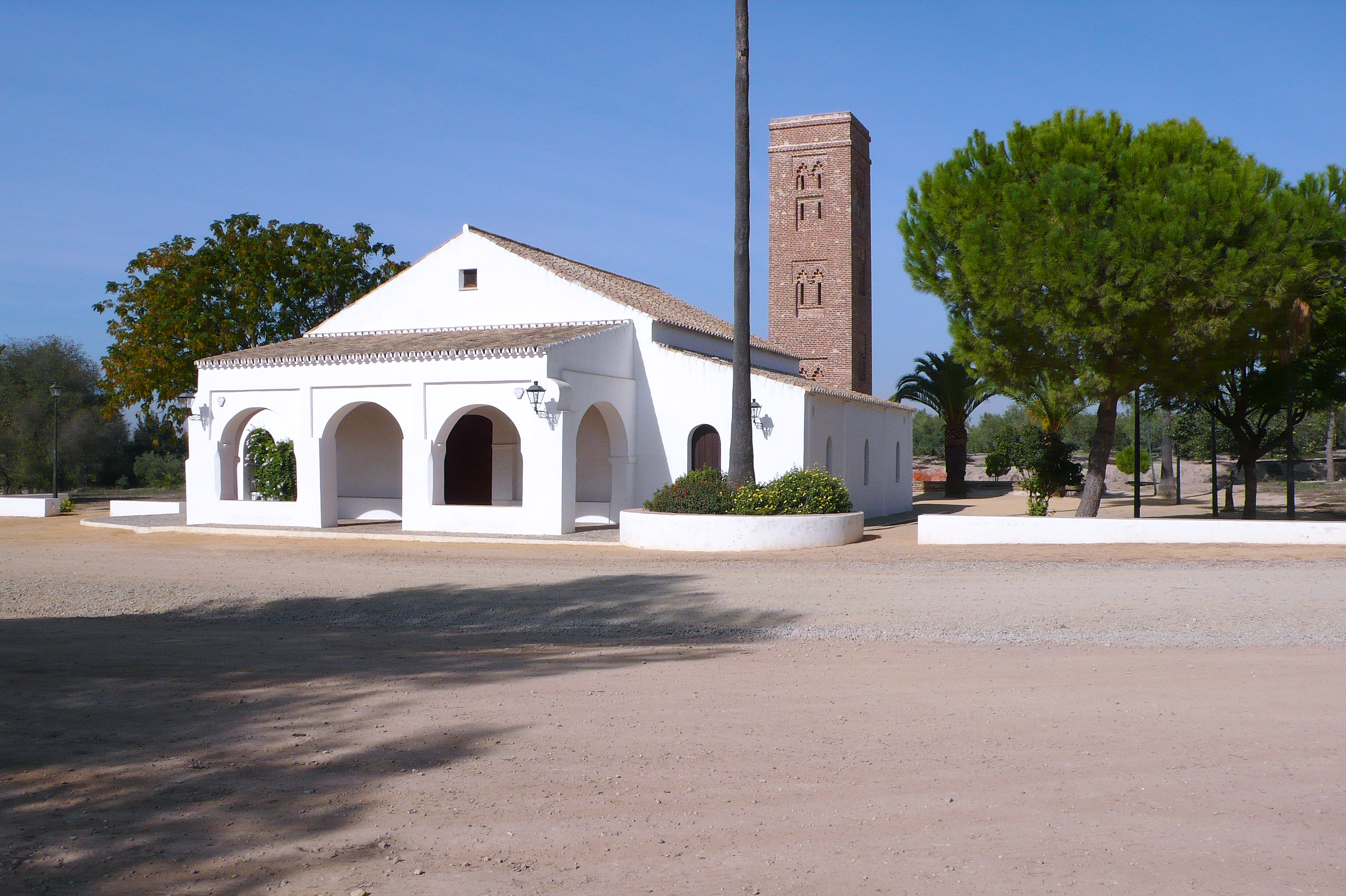
La ermita de Ntra. Sra. de Cuatrovitas y su alminar de época almohade.

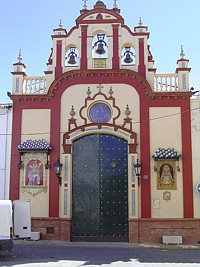
Capilla de Ntra. Sra. de Roncesvalles (Sede Canónica de las Hermandades de Ntro. P. Jesús del Gran Poder, y Ntra. Sra. del Rocío).

- Muy Antigua, Real, Muy Ilustre y Fervorosa Hermandad Sacramental de la Santa Vera Cruz, y Cofradía de Nazarenos del Santísimo Cristo del Amor, y María Santísima en su Soledad, fundada en el siglo XVI, y con sede canónica en la iglesia parroquial de San Martín de Tours
- Muy Ilustre, Muy Antigua y Fervorosa Hermandad de Santa María de Cuatrovitas Coronada, Patrona de Bollullos de la Mitacion, y del Gremio de la Aceituna del Verdeo del Aljarafe, fundada en 1595, y con sede canónica en la ermita de Ntra. Sra. de Cuatrovitas.
- Real, Ilustre y Fervorosa Hermandad de Ntra. Sra. del Rocío de Bollullos de la Mitacion, fundada en 1948, y con sede canónica en la capilla de Ntra. Sra. de Roncesvalles.
- Antigua, Mercedaria, Ilustre y Fervorosa Hermandad de Ntra. Sra. de Roncesvalles, San Sebastián, y Pura y Limpia Concepción, y Cofradía de Nazarenos de Ntro. Padre Jesús del Gran Poder y Ntra. Sra de la Merced en su Amargura Coronada, fundada en 1949, y con sede canónica en la capilla de Ntra. Sra. de Roncesvalles.

## Administración y política
Desde las primeras elecciones municipales democráticas en 1979, el municipio de Bollullos de la Mitación ha sido gobernada por diferentes partidos y coaliciones de gobierno. 
Desde 1979 a 1995 el gobierno estuvo en manos del PCE e IU, pasando en 1995 a manos del PP, que mantuvo la alcaldía hasta 2015.
En las elecciones municipales de 2015 dejó de tener mayoría absoluta el Partido Popular por primera vez desde las elecciones de 2003, lo que desencadenó un cambio político en el municipio tras veinte años de gobiernos municipales del Partido Popular, ya sea con mayoría absoluta o a través de pactos con otras fuerzas políticas. Fernando Soriano Gómez (Izquierda Unida-Los Verdes Convocatoria por Andalucía) es investido alcalde del municipio con los votos favorables de su grupo (siete concejales), y del Partido Socialista (dos concejales), en detrimento de la lista del Partido Popular (ocho concejales), encabezada en aquellas elecciones por Bernardo González Moreno, y que resultó ser la primera fuerza política, pero sin mayoría absoluta.
En las últimas elecciones municipales de mayo de 2019 se rompieron las tendencias y se conformo un pleno muy plural, con la presencia de nueve concejales de Adelante Bollullos (Coalición electoral liderada en ests localidad por Izquierda Unida, Equo), cuatro concejales del Partido Popular (PP), dos concejales del Partido Socialista (PSOE), y un concejal tanto de Ciudadanos (Cs), como de VOX. Pese a la pluralidad del pleno municipal, Fernando Soriano Gómez fue reelegido alcalde de Bollullos de la Mitación para la legislatura 2019-2023 con mayoría absoluta.
En 2023 IULV-CA revalida la mayoría absoluta con la marca de confluencia CON ANDALUCÍA (9), siendo investida alcaldesa Clara Monrobé Cárdenas, primera mujer que desempeña el cargo de primera edil en toda la historia de Bollullos de la Mitación. El resto del pleno queda con PP (5), PSOE (2) y Vox (1).

## Servicios
- Religiosos: parroquia San Martín de Tours, capilla de Ntra Sra. de Roncesvalles, ermita de Ntra Sra. de Cuatrovitas y cementerio municipal.
- Salud: Farmacias, centro de salud, centros de odontología, y clínicas veterinarias.
- Seguridad: Guardia Civil y Policía local.
- Educación: IES Alminar, CEIP Pio XII, CEIP Beatriz Galindo y varias guarderías.
- Deportes: estadio municipal de fútbol San Martín, polideportivo municipal Alcalde Juan Rodríguez Acevedo y complejo deportivo Alminar.
- Otros: oficinas pertenecientes al ayuntamiento, Juzgados de paz

## Hermanamiento
- San Juanito Escobedo (2006)[7]
- Tequila (2006)[7][8]
- San Marcos (2006)[7]
- Etzatlán (2006)[7]
- Hostotipaquillo (2006)[7]
- Ameca (2006)[7]
- Tala (2006)[7]
- Amatlán de Cañas (2006)[7]
- Ahualulco de Mercado (2006)[7]
- Magdalena (2006)[7]
- Jalisco Amatitán (2006)[7]